# Pisàurids

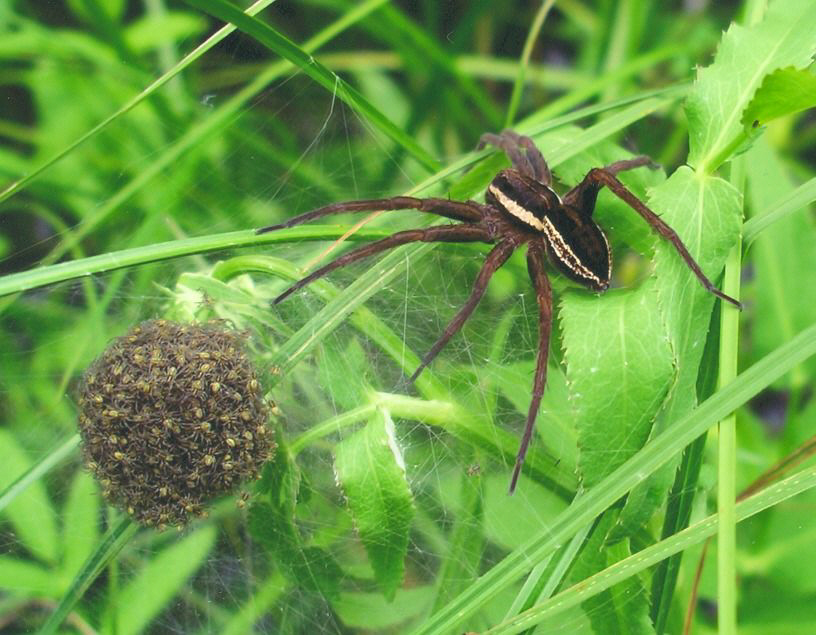
Dolomedes fimbriatus, amb la seva "guarderia" plena de cries

Els pisàurids (Pisauridae) són una família d'aranyes araneomorfes descrita per Eugène Simon el 1890. S'assemblen als licòsids però en aquest cas porten els seus sacs d'ous entre els quelícers i els pedipalps, en lloc d'estar enganxats en les fileres. Quan els ous estan a punt de sortir, l'aranya mare construeix una mena de tenda com a guarderia, posa el seu sac d'ous a dins i els vigila des de fora. Per això, en anglès les anomenen nursery web spiders (aranyes de teranyina guarderia).
L'espècie europea més representativa el Pisaura mirabilis, però la família també inclou aranyes pescadores ("fishing spider") i les aranyes de rais ("raft spider").
A diferència dels licòsids, que tenen dos ulls molt prominents a més a més dels altres sis, els ulls dels pisàurids són més o menys de la mateixa mida. Moltes espècies tenen la capacitat de caminar per la superfície de d'aigua, i algunes es poden fins i tot capbussar durant un temps per fugir dels enemics. També per escapar, poden molt ben saltar una distància d'uns quants centímetres. Tot i així, tenen dificultats per pujar per superfícies molt llises com gots de vidre.
L'aranya femella a vegades pot menjar-se al mascle després d'aparellar-se. Per això alguns mascles, per reduir el risc de ser devorat, obsequia a la femella amb algun "regal", com una mosca, amb l'esperança que això satisfarà la seva gana.

## Sistemàtica
A data de març de 2016, el World Spider Catalog reconeix els següents gèneres vivents:
- Afropisaura Blandin, 1976
- Archipirata Simon, 1898
- Architis Simon, 1898
- Bradystichus Simon, 1884
- Caripetella Strand, 1928
- Charminus Thorell, 1899
- Chiasmopes Pavesi, 1883
- Cispinilus Roewer, 1955
- Cispius Simon, 1898
- Cladycnis Simon, 1898
- Conakrya Schmidt, 1956
- Dendrolycosa Doleschall, 1859
- Dolomedes Latreille, 1804
- Eucamptopus Pocock, 1900
- Euprosthenops Pocock, 1897
- Euprosthenopsis Blandin, 1974
- Hala Jocqué, 1994
- Hygropoda Thorell, 1894
- Ilipula Simon, 1903
- Inola Davies, 1982
- Maypacius Simon, 1898
- Megadolomedes Davies i Raven, 1980
- Nilus O. Pickard-Cambridge, 1876
- Papakula Strand, 1911
- Paracladycnis Blandin, 1979
- Perenethis L. Koch, 1878
- Phalaeops Roewer, 1955
- Pisaura Simon, 1885
- Pisaurina Simon, 1898
- Polyboea Thorell, 1895
- Qianlingula Zhang, Zhu i Song, 2004
- Ransonia Blandin, 1979
- Rothus Simon, 1898
- Sphedanus Thorell, 1877
- Stoliczka O. Pickard-Cambridge, 1885
- Tallonia Simon, 1889
- Tapinothele Simon, 1898
- Tapinothelella Strand, 1909
- Tapinothelops Roewer, 1955
- Tetragonophthalma Karsch, 1878
- Thalassiopsis Roewer, 1955
- Thaumasia Perty, 1833
- Tinus F. O. Pickard-Cambridge, 1901
- Tolma Jocqué, 1994
- Voraptipus Roewer, 1955
- Vuattouxia Blandin, 1979pa
- Walrencea Blandin, 1979

### Fòssils
Algunes aranyes fòssils també es classifiquen en aquesta família:
- Eopisaurella † Petrunkèvitx, 1958 (Eocè inferior; ambre bàltic)
- Palaeoperenethis † Seldon i Penney, 2009 (Ypresià, Canadà)

### Superfamília Lycosoidea
Els pisàurids havien format part dels licosoïdeus (Lycosoidea), una superfamília formada per dotze famílies entre les quals cal destacar pel seu nombre d'espècies: els licòsids (2.304), els ctènids (458), els oxiòpids (419) i els pisàurids, la quarta família més nombrosa amb 328 espècies.
Les aranyes, tradicionalment, havien estat classificades en famílies que van ser agrupades en superfamílies. Quan es van aplicar anàlisis més rigorosos, com la cladística, es va fer evident que la major part de les principals agrupacions utilitzades durant el segle XX no eren compatibles amb les noves dades. Actualment, els llistats d'aranyes, com ara el World Spider Catalog, ja ignoren la classificació de superfamílies.